# Combat de Naulila
Première Guerre mondiale
Batailles
Front africain
- Laï (8-1914)
- Sandfontein (9-1914)
- Tanga (11-1914)
- Naulila (12-1914)
- Jassin (1-1915)
- Gibeon (4-1915)
- Bukoba (6-1915)
- Mongua (8-1915)
- Salaita (2-1916)
- Beringia (5-1916)
- Negomano (11-1917)

Front d'Europe de l'Ouest
Front italien
Front d'Europe de l'Est
Front des Balkans
Front du Moyen-Orient
Bataille de l'Atlantique
Le combat de Naulila est livré le 18 décembre 1914, en Angola, pendant la Première Guerre mondiale (1914-1918).

## La situation stratégique
Commencée depuis août 1914, la Première Guerre mondiale n'épargne pas l'Afrique australe. L'Afrique du Sud, la Rhodésie (le Zimbabwe d'aujourd'hui) et le Bechuanaland (le Botswana), sous domination britannique, mobilisent leurs forces contre la colonie allemande du Sud-Ouest africain (la Namibie), dont la position est précaire: elle n'a que 4 à 5 000 soldats à opposer à plus de 60 000, elle est quasiment encerclée par des territoires ennemis et ses côtes sont soumises au blocus des marines adverses. Elle n'a que deux atouts : d'une part l'insurrection boer qui se prépare contre l'Angleterre et d'autre part, sa frontière nord avec l'Angola, alors colonie du Portugal. En effet, la neutralité de ce pays (il n'entre officiellement en guerre que le 9 mars 1916), assure à la fois la tranquillité de la frontière et le désenclavement du Sud-Ouest Africain.
Cette situation ne perdure pas.

## La dégradation des relations entre l'Allemagne et le Portugal
Quoique les Allemands aient tout intérêt à ménager le Portugal, les premiers incidents surviennent très vite. Ainsi, dès le 25 août 1914, des soldats allemands venant de l'Est-Africain (la Tanzanie) attaquent le poste frontière de Maziua au Mozambique, autre colonie portugaise, tuant le chef de poste et brûlant les paillotes alentour.

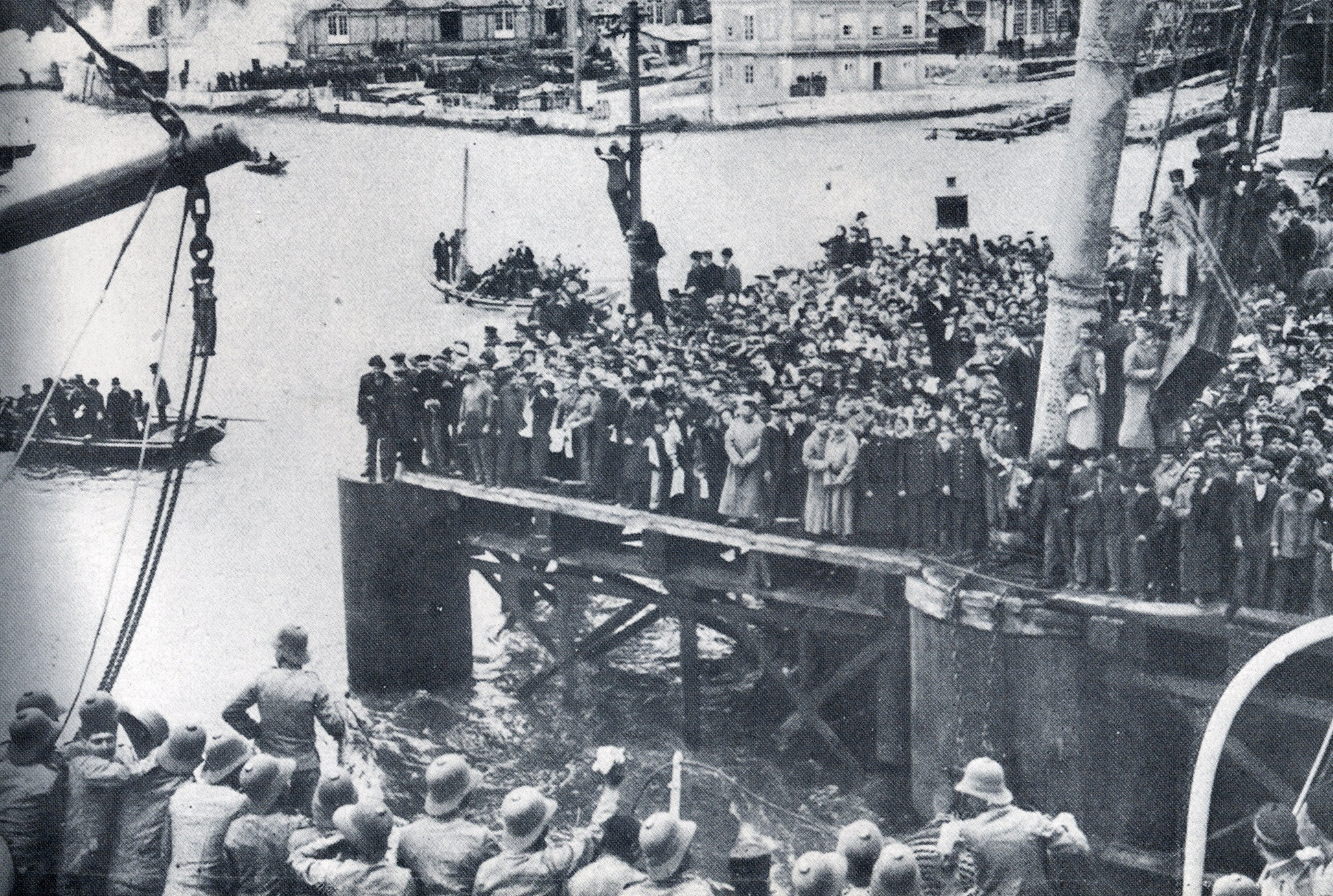
Troupes portugaises en partance pour l'Angola

Les autorités de Lisbonne qui avaient envisagé début août le renforcement de leur dispositif militaire en Afrique, hâtent les préparatifs et le 11 septembre, deux corps expéditionnaires quittent le Portugal, l'un pour le Mozambique, l'autre pour l'Angola.
Les renforts à destination de ce pays débarquent dans le sud, à Moçamedes le 1er octobre et sont composés d'un bataillon d'infanterie, d'un peloton de mitrailleuses, d'une batterie d'artillerie et d'un escadron de cavalerie, en tout 1 564 hommes, commandés par un vétéran des guerres coloniales angolaises, le lieutenant-colonel Alves Roçadas, vainqueur des redoutables Ovambos au combat de Mufilo, en 1907. Ces troupes se dirigent vers Lubango où les rejoignent des unités locales.

## L'incident de Naulila et le massacre de Cuangar
Pendant ce temps, les hostilités ont débuté entre les Allemands et l'armée sud-africaine, qui a maté la rébellion des irrédentistes boers, et les premières pénuries sont apparues au Sud-Ouest Africain. Pour y remédier, le commissaire de district (Bezirksamtmann) d'Outjo, Schultze-Iena, prend la décision d'aller chercher de l'approvisionnement en Angola et à cette fin, franchit illégalement la frontière avec une petite escorte. Le 19 octobre, une patrouille portugaise commandée par l'alferes Serrano les intercepte et les somme de l'accompagner à Naulila. Pour des raisons qui demeurent encore obscures aujourd'hui, il s'ensuit un échange de coups de feu et trois Allemands, dont le commissaire sont tués. C'est le casus belli.
En représailles, les Allemands, sous le commandement d'Oswald Ottermann, attaquent d'abord le poste de Cuangar le 30 octobre, tuant 21 militaires portugais et africains et un civil, puis les forts de Bunya, Shambyu et Dirico dans le courant du mois de novembre, tandis que  simultanément, le major Erik Franke, commandant des forces allemandes du Sud-Ouest Africain, pénètre en Angola à la tête de 650 hommes.

## La bataille
Alves Roçadas et ses troupes se portent à sa rencontre et le 18 décembre les deux armées se heurtent à Naulila. C'est un désastre pour les Portugais. Mal encadrées, mal entrainées, les unités lusitaniennes, qui sont pourtant quatre fois plus nombreuses, sont décimées par la précision des tirs ennemis et bousculées par l'allant germanique après quatre heures de combat. Roçadas est non seulement incapable d'endiguer la débâcle mais pire encore, il abandonne toute la région et recule de plus de 70 kilomètres, persuadé d'être poursuivi, alors que les vainqueurs regagnent la frontière dès le lendemain de la bataille.
Les Portugais reconnaissent avoir perdu 69 tués dans l'affrontement, auxquels s'ajoutent 76 blessés et 37 prisonniers; les Allemands affirment avoir tué 150 hommes et en avoir capturé 66 et disent avoir eu 12 morts dans leurs rangs et 25 blessés, dont le major Franke, remplacé au cours de l'action par son adjoint Georg Trainer. Par ailleurs, les Allemands pendent plusieurs prisonniers africains à qui ils imputent la mort du commissaire Schultze-Iena et de ses compagnons.

## Le bilan
Cette bataille a pour conséquence immédiate d'inciter les populations africaines du Sud-Angola à se révolter contre l'occupant colonial ; cependant, la bataille de Mongua livrée en août 1915, met un terme tragique à ce soulèvement.
Quant aux Allemands, le seul gain de cette victoire est la satisfaction bien vaine d'avoir battu les Portugais. La raison eut en effet voulu que l'incident de Naulila du 19 octobre trouve une autre réponse qu'une expédition de représailles car dans la situation catastrophique dans laquelle ils se trouvaient, ils n'avaient aucun intérêt à se susciter un nouvel adversaire comme ils le firent pourtant, et à couper la seule source potentielle de ravitaillement dont ils disposaient.